# 극자외선 리소그래피
극자외선 리소그래피(Extreme ultraviolet lithography, EUVL, 단순히 EUV) 또는 첨단 자외선 반도체 인쇄 기술은 반도체 산업에서 집적 회로(IC) 제조에 사용되는 최첨단 기술이다. 극자외선(EUV) 빛을 사용해 실리콘 웨이퍼에 복잡한 패턴을 만드는 일종의 포토리소그래피이다.
2023년 현재 ASML 홀딩은 5nm 및 3nm 공정 노드를 대상으로 칩 생산용 EUV 시스템을 생산 및 판매하는 유일한 회사이다.
EUVL에 사용되는 EUV 파장은 레이저 펄스 주석(Sn) 액적 플라즈마를 사용하여 13.5나노미터(nm)에 가깝다. 반사형 포토마스크를 사용하여 포토레지스트로 덮인 기판을 노출시켜 패턴을 생성한다.
2019 국제 전자 장치 회의(IEDM)에서 TSMC는 핀, 게이트 또는 금속 라인에 컷을 적용할 수 있는 접점, 비아, 금속 라인 및 컷 레이어의 5nm 노드에 EUV를 사용한다고 보고했다.
IEDM 2020에서 TSMC는 5nm 노드 최소 금속 피치가 7nm 노드(40nm)보다 30%(~28nm) 감소할 것이라고 보고했다.
삼성의 5nm 노드는 리소그래피 측면에서 7nm 노드와 설계 규칙이 동일하며 최소 금속 피치는 36nm이다.